# Bric Tana - Bric Mongarda
Bric Tana - Bric Mongarda este o arie protejată (arie specială de conservare — SAC, sit de importanță comunitară — SCI) din Italia întinsă pe o suprafață de 168 ha, integral pe uscat.

## Localizare
Centrul sitului Bric Tana - Bric Mongarda este situat la coordonatele 44°21′01″N 8°12′57″E / 44.3503°N 8.2158°E.

## Înființare
Situl Bric Tana - Bric Mongarda a fost declarat sit de importanță comunitară în iunie 1995 pentru a proteja 21 de specii de animale. Situl a fost protejat și ca arie specială de conservare în iunie 2015.

## Biodiversitate
Situată în ecoregiunea alpină, aria protejată conține 8 habitate naturale: Peșteri inaccesibile publicului, Păduri de Castanea sativa, Liziere de ierburi înalte hidrofile de câmpie și de nivel montan până la alpin, Pajiști carstice calcaroase sau bazofile, de Alysso-Sedion albi, Fânețe de joasă altitudine (Alopecurus pratensis, Sanguisorba officinalis), Păduri de stejar alb estice, Pajiști uscate seminaturale și facies de acoperire cu tufișuri pe substraturi calcaroase (Festuco-Brometalia) (* situri importante pentru orhidee), Păduri aluvionare cu Alnus glutinosa și Fraxinus excelsior (Alno-Padion, Alnion incanae, Salicion albae).
La baza desemnării sitului se află mai multe specii protejate:
- păsări (15): pițigoi codat (Aegithalos caudatus), pescăruș albastru (Alcedo atthis), sticlete (Carduelis carduelis), cuc (Cuculus canorus), ciocănitoare pestriță mare (Dendrocopos major), măcăleandru (Erithacus rubecula), cinteză (Fringilla coelebs), gaiță (Garrulus glandarius), pițigoi mare (Parus major), pitulice de munte (Phylloscopus collybita), ciocănitoarea verde (Picus viridis), țiclete (Sitta europaea), silvie cu cap negru (Sylvia atricapilla), pănțărușul (Troglodytes troglodytes), mierlă (Turdus merula)
- amfibieni (1): Speleomantes strinatii
- mamifere (3): liliacul mediteranean cu potcoavă (Rhinolophus euryale), liliacul mare cu potcoavă (Rhinolophus ferrumequinum), liliacul mic cu potcoavă (Rhinolophus hipposideros)
- pești (2): Barbus plebejus, Telestes muticellus

Pe lângă speciile protejate, pe teritoriul sitului au mai fost identificate 9 specii de plante, 1 specie de păsări, 1 specie de amfibieni, 8 specii de mamifere, 8 specii de nevertebrate, 1 specie de reptile.